# Sabine Dörlemann
Sabine Dörlemann (* 1961 in Dülmen) ist eine deutsche Verlegerin und Literaturübersetzerin.

## Leben
Sabine Dörlemann studierte Anglistik, Amerikanistik, Politikwissenschaften und Philosophie in Münster/Westfalen. Nach Stationen als Volontärin beim Carlsen Verlag in Hamburg, als Lektorin bei den Zürcher Verlagen Haffmans und sieben Jahre bei Ammann, wo sie zuletzt auch Mitglied der Geschäftsleitung war, gründete sie 2003 ihren eigenen Verlag: Dörlemann.
Sie wurde u. a. für ihre verlegerische Tätigkeit und ihre Übersetzungen angelsächsischer Literatur mit dem Max Geilinger-Preis 2005 und 2008 mit einer Anerkennungsgabe der UBS-Kulturstiftung ausgezeichnet. Ihr Verlag erhielt 2008 die Übersetzerbarke durch den Verband deutschsprachiger Übersetzer literarischer und wissenschaftlicher Werke (VdÜ) und 2015 den ProLitteris-Förderpreis. Von 2011 bis 2012 war Sabine Dörlemann Präsidentin von SWIPS, seit 2018 ist sie die Vizepräsidentin des Schweizer Buchhandels- und Verlags-Verbands (SBVV). 
Sie ist zudem ausgebildete Master Coach (DBCA) der Dr. Bock Coaching Akademie, Berlin.
Im Juni 2024 wurde bekannt, dass sie ihren Verlag an Daniel Kampa und seinen Kampa-Verlag verkauft hat.
Sabine Dörlemann lebt gemeinsam mit ihrem Ehemann, dem Literaturagenten Christian Dittus, in Zürich.

## Übersetzungen (Auswahl)
- David Knowles: Die Geheimnisse der Camera obscura. Roman. Aus dem Amerikanischen von Sabine Dörlemann. Ammann Verlag, Zürich 1995, ISBN 978-3-25010-250-2
- Fernando Pessoa: Mein Lissabon. Was der Reisende sehen sollte. Ein Lese- und Bilderbuch. Aus dem Englischen von Hans Jürgen Balmes und Sabine Dörlemann. Ammann Verlag, Zürich 2001, ISBN 978-3-25030-007-6
- Pier Massimo Forni: Bitte recht höflich! 25 Regeln, die Ihr Leben verändern. Aus dem Amerikanischen von Sabine Dörlemann. Scherz Verlag, Bern/München/Wien 2002, ISBN 978-3-50214-206-5
- Tim Flannery: Ewige Pioniere. Eine Naturgeschichte Nordamerikas und seiner Bewohner in fünf Akten. Aus dem Amerikanischen von Frauke Czwikla und Sabine Dörlemann. Dörlemann Verlag, Zürich 2003, ISBN 978-3-908777-03-8
- Helena Echlin: Auf und davon. Roman. Aus dem Englischen von Sabine Dörlemann. S. Fischer, Frankfurt am Main 2004, ISBN 978-3-10017-009-5